# Chlorurus sordidus
Chlorurus sordidus és una espècie de peix de la família dels escàrids i de l'ordre dels perciformes.
Poden assolir els 40 cm de longitud total. És ovovivipar. Es troba des del Mar Roig fins a KwaZulu-Natal (Sud-àfrica), l'arxipèlag d'Hawaii, les Illes de la Línia, les Illes Ryukyu i Nova Gal·les del Sud (Austràlia).